# Anna Szpakowska-Kujawska
Anna Szpakowska-Kujawska (ur. 1931 w Bydgoszczy) – polska artystka współczesna.

## Życiorys
Urodziła się w 1931 r. w Bydgoszczy jako najmłodsza z trojga dzieci Wacława Szpakowskiego (architekta, muzyka i fotografa, prekursora sztuki geometrycznej, minimal-artu i op-artu). Od 1935 r. mieszkała wraz z rodziną w Otwocku, a od 1945 r. we Wrocławiu.
W 1950 r. ukończyła wrocławskie Liceum Sztuk Plastycznych. Absolwentka Państwowej Wyższej Szkoły Sztuk Plastycznych we Wrocławiu na Wydziale Malarstwa Architektonicznego. W 1956 r. uzyskała dyplom w pracowni kierowanej przez prof. Marię Dawską i prof. Eugeniusza Gepperta. W 1965 r. została stypendystką Fundacji Michaela Karolyi w Vence, a w 1998 r. – Ministerstwa Kultury i Dziedzictwa Narodowego. W 1977 r. wyróżniona została Nagrodą Prasy Dolnośląskiej za całkokształt pracy twórczej. W latach 1977–1984 mieszkała w Nigerii, gdzie nauczała malarstwa i rysunku w Kwara College of Education w Illorin.
Mieszka i pracuje we Wrocławiu.

## Twórczość

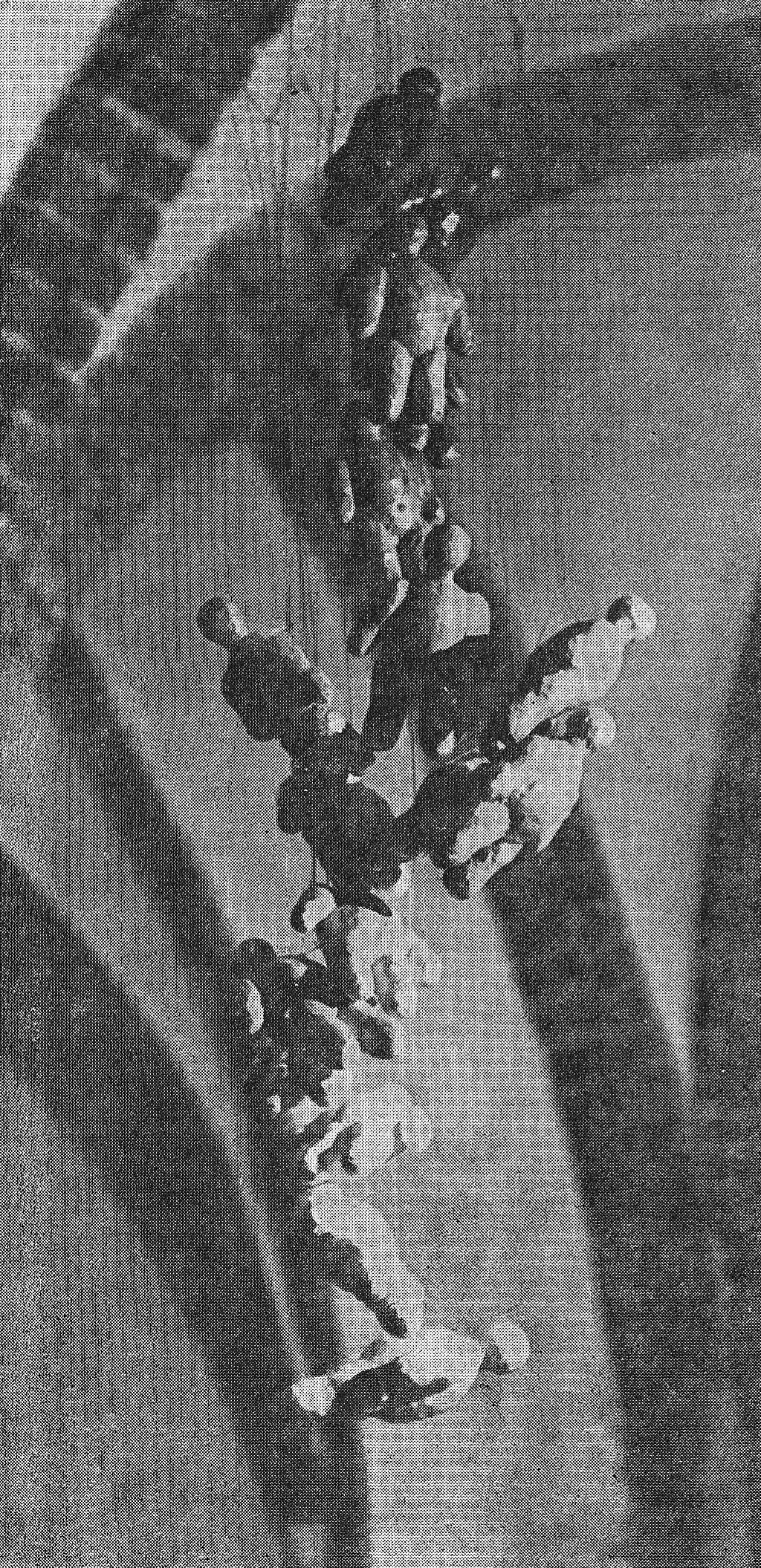
Anna Szpakowska-Kujawska, Kompozycja przestrzenna (model), 1970.

Twórczość Anny Szpakowskiej-Kujawskiej charakteryzuje różnorodność w podejmowanych przez artystkę formach i technikach artystycznych. Uprawia malarstwo (także ścienne), rzeźbę ceramiczną (również ceramikę architektoniczną), rysunek, kolaż oraz różnorodne techniki własne:
Różnorodność technik, form, stylistyk i motywów okazuje się mieć w tej twórczości wspólną linię tematyczną, którą jest metaforyczny portret człowieka: istoty niedoskonałej, nieraz wręcz groteskowej, a jednocześnie godnej szacunku w swoich powszednich zmaganiach z życiem. Nie sztuka, ale życie właśnie – życie osobiste w jego uniwersalnych, wspólnych wszystkich ludziom egzystencjalnych sensach – jest nieustającym tematem tej wielowątkowej twórczości.
Od 1961 r. była członkinią tzw. Szkoły Wrocławskiej (nazwanej później Grupą Wrocławską) – grupy skupiającej wybitnych artystów wrocławskich, w której działali między innymi Jan Chwałczyk, Wanda Gołkowska, Józef Hałas czy Alfons Mazurkiewicz.

Początkowo w jej twórczości ujawniały się inspiracje z zagranicznych podróży (cykle Dionizje i Aleksandryjczycy). Równolegle istotna stała się dla niej sztuka portretowa, za pomocą której oddawała stany emocjonalne oraz psychikę przedstawianych osób, zarówno znanych jej, jak i zupełnie obcych przechodniów. W 1963 r. odbyła podróż do Azji Centralnej, gdzie zainspirowała się tamtejszą architekturą – domami i świątyniami. Podróż ta miała wpływ na jej dalszą ścieżkę artystyczną, podejmowane tematy i wybierane formy:
Uproszczone formy, obłe kształty, nieregularne linie transferuje ze sfery architektury do swoich prac. Ludzie w jej obrazach stają się postaciami syntetycznymi, a zarazem niewykończonymi, niedokładnymi. Postać człowieka jest tutaj zhomogenizowana, należy raczej mówić o masie ludzkiej, grupie podobnych do siebie, zunifikowanych jednostek.

Jednym z najbardziej znanych cykli wykonanych przez Szpakowską-Kujawską są, wykonane w latach 1967–1969, Atomy. W 1968 r. prace były wystawiane w prowadzonej przez Jerzego Ludwińskiego Galerii „Pod Moną Lisą”. Atomy przedstawiają kompozycje składające się z wiru postaci pozbawionych zindywidualizowanych cech:
W tych, głównie monochromatycznych, obrazach artystka przedstawia postaci patrzące ku górze, z nadzieją bądź obawą. Czasem przypominają one nadlatujące bombowce, innym razem zaś tłum, proletariat, społeczeństwo zdominowane przez ustrój totalitarny.
Do Atomów nawiązuje seria Czas zatrzymany, na którą składało się również malarstwo wielkoformatowe. W 1971 r. Szpakowska-Kujawska wykonała kompozycję malarską na płytkach ceramicznych elewacji Instytutu Matematyki Uniwersytetu Wrocławskiego, w 1975 r. podobna praca znalazła się na sklepieniu holu wejściowego Wojewódzkiej Biblioteki Publicznej we Wrocławiu.
Szpakowska-Kujawska uczestniczyła w Sympozjum Plastycznym Wrocław '70, podczas którego pracowała zarówno jako artystka indywidualna (zaproponowała, ostatecznie niezrealizowany, projekt Kompozycji przestrzennej) oraz jako członkini zespołu kierowanego przez Mariana Bogusza.
W latach 80., pod wpływem swojego pobytu w Nigerii, Szpakowska-Kujawska zwróciła się ku żywej, jasnej kolorystyce, czego przykładem jest praca Jest się. W kolejnej dekadzie artystka tworzyła rzeźby (cykl Zmęczeni) oraz kolaże (Pisane). Na cykl Zmęczeni składają się, wykonane z szamotu, rzeźby przedstawiające ściągnięte i pomarszczone twarze. Rzeźby wykonane zostały w trakcie pleneru ceramicznego we Wrocławskich Zakładach Fajansu i inspiracją dla nich stały się m.in. twarze robotników, którzy pomagali artystce. Prace z cyklu Pisane, na kompozycję których składały się litery i słowa powycinane z książek, kontynuowane były przez Szpakowską-Kujawską w XXI wieku.
W 2015 r. Szpakowska-Kujawska wydała Ekundayo albo droga, zbiór wspomnień ze swojego pobytu w Nigerii.
W ostatnich latach inspiracją dla artystki stała się przyroda Dolnego Śląska, a w szczególności rejonów Kotliny Kłodzkiej, czego dowodem jest cykl Droga do środka.

## Wybrane prace

### Cykle
- Aleksandryjczycy, 1960;
- Dionizje, 1960−1961;
- Ballady rodzinne, 1963;
- Atomy, 1967−1969;
- Polskie opowieści rodzinne, 1976;
- Znikania, 1986−1987;
- Pisane, lata 90.;
- Droga do środka, 1. dekada XXI w..;
- Opowieści, 2. dekada XXI w.;
- Niepokoje, 2. dekada XXI w.

### Kompozycje wielkoformatowe
- Kompozycja malarska na płytkach ceramicznych na elewacji Instytutu Matematycznego Uniwersytetu Wrocławskiego, 1971;
- Kompozycja malarska w holu głównym Wojewódzkiej Biblioteki Publicznej we Wrocławiu, 1975.

### Rzeźby
- Zmęczeni, lata 90.;
- Skrzydlaki, 2. dekada XXI w.

## Wystawy indywidualne
- 1961 – Klub Dziennikarza we Wrocławiu; BWA w Poznaniu; Klub 13 Muz w Szczecinie;
- 1968 – Galeria pod Moną Lisą we Wrocławiu;
- 1969/1970 – Muzeum Narodowe we Wrocławiu;
- 1970 – Galeria ZPAP w Katowicach;
- 1972 – Galeria „EL” w Elblągu;
- 1975 – Galeria „U Dziennikarzy” we Wrocławiu, BWA w Szczecinie;
- 1977 – Galeria BWA we Wrocławiu;
- 1986 – Galeria „W Pasażu” we Wrocławiu; Galeria Historyków Sztuki w Warszawie;
- 1990 – Patrzymy, Galeria BWA „Awangarda” we Wrocławiu;
- 1996 – Pisaniny, Galeria BWA „Awangarda” we Wrocławiu;
- 1998 – Muzeum Narodowe we Wrocławiu
- 2002 – Wystawa prac powstałych w trakcie pobytu w Nigerii, Muzeum Narodowe we Wrocławiu
- 2003 – Galeria „II piętro” we Wrocławiu;
- 2005 – Jest się, Muzeum Narodowe we Wrocławiu[11] oraz Muzeum Śląskie w Katowicach
- 2006 – Jest się, Galeria Miejska Arsenał w Poznaniu;
- 2018/2019 – Zmęczeni, Muzeum Współczesne Wrocław[1].

## Wystawy zbiorowe
- 1961 – Wystawa Ziem Nadodrzańskich we Wrocławiu;
- 1962 – Festiwal Polskiego Malarstwa Współczesnego w Szczecinie;
- 1963 – Wystawa i sympozjum „Złote Grono” w Zielonej Górze;
- 1966 – Sto obrazów polskich malarzy, Sztokholm;
- 1967 – Polskie malarstwo współczesne, Bergen, Stavanger, Kopenhaga, Helsinki;
- 1968 – Triennale Rysunku we Wrocławiu;
- 1970 – Sympozjum Plastyczne Wrocław '70;
- 1974 – Triennale Rysunku we Wrocławiu (wyróżnienie);
- 1985 – Wystawa „Grupy Wrocławskiej”, Galeria „W Pasażu”, Wrocław;
- 1986 – Sztuka Wrocławia, Drezno;
- 1990 – Sztuka Wrocławia 1945–70, Muzeum Narodowe we Wrocławiu;
- 1999 – Wystawa Okręgu Wrocławskiego ZPAP;
- 2002 – Sztuka Reduktywna, BWA w Lublinie;
- 2003/2004 – Jeden rok, 30 pozycji, 30 przestrzeni, Museum of Modern Art, Hunfeld[1].

## Galeria

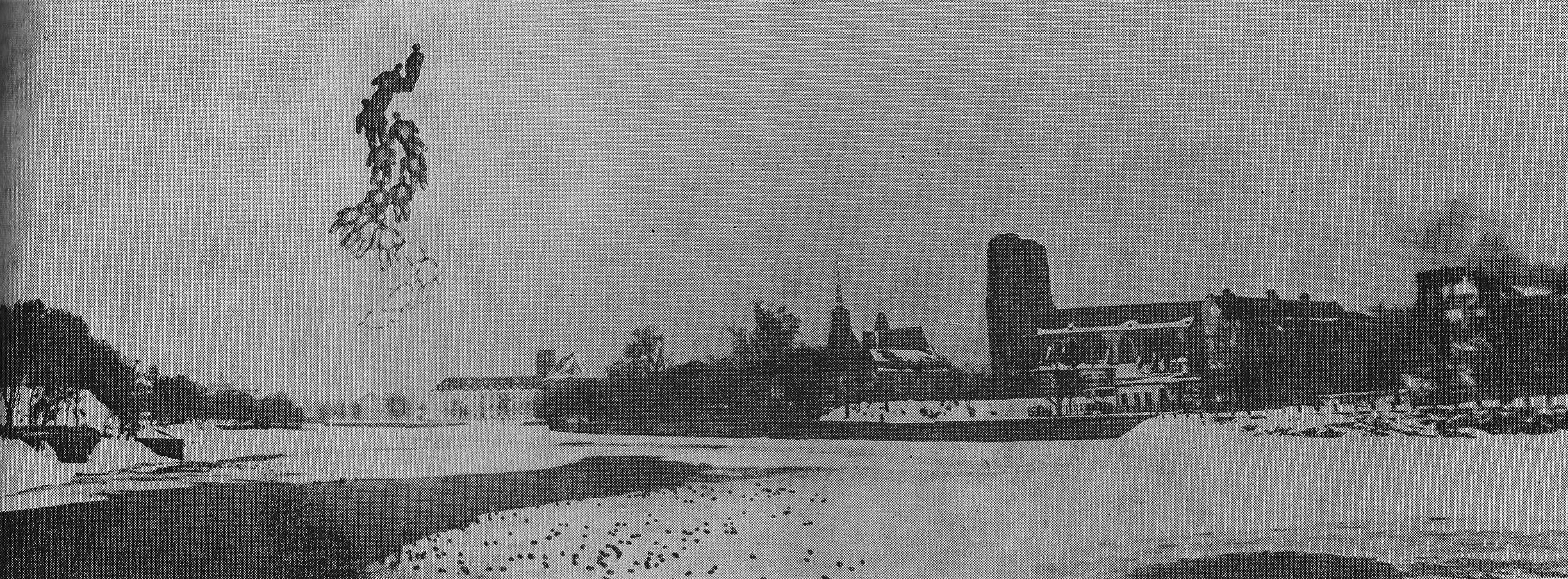
Anna Szpakowska-Kujawska, Kompozycja przestrzenna – dynamiczna (projekt), 1970.
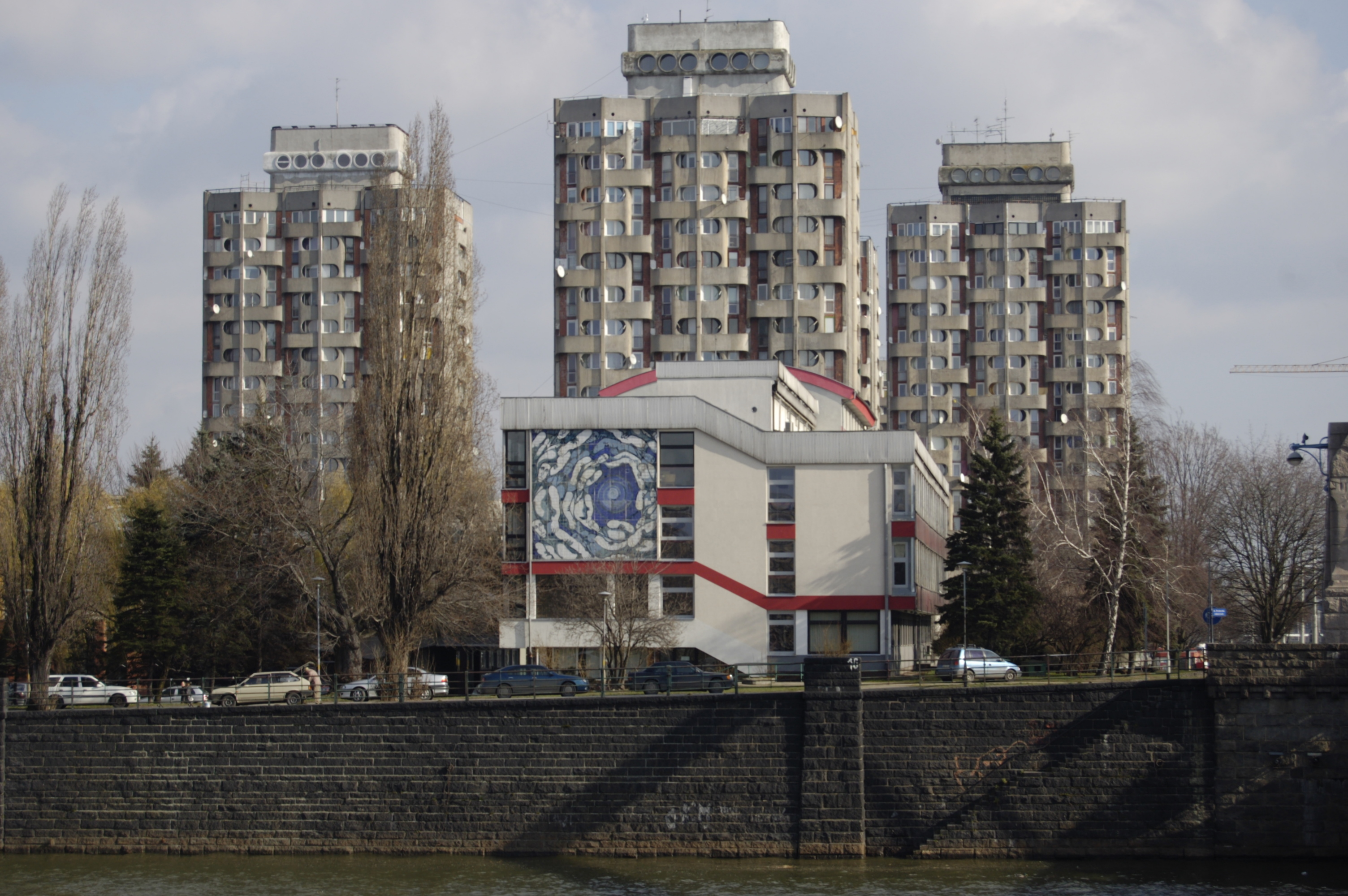
Na pierwszym planie: Anna Szpakowska-Kujawska, mozaika na fasadzie budynku Wydziału Matematyki i Informatyki Uniwersytetu Wrocławskiego, 1971; w tle: tzw. Manhattan.
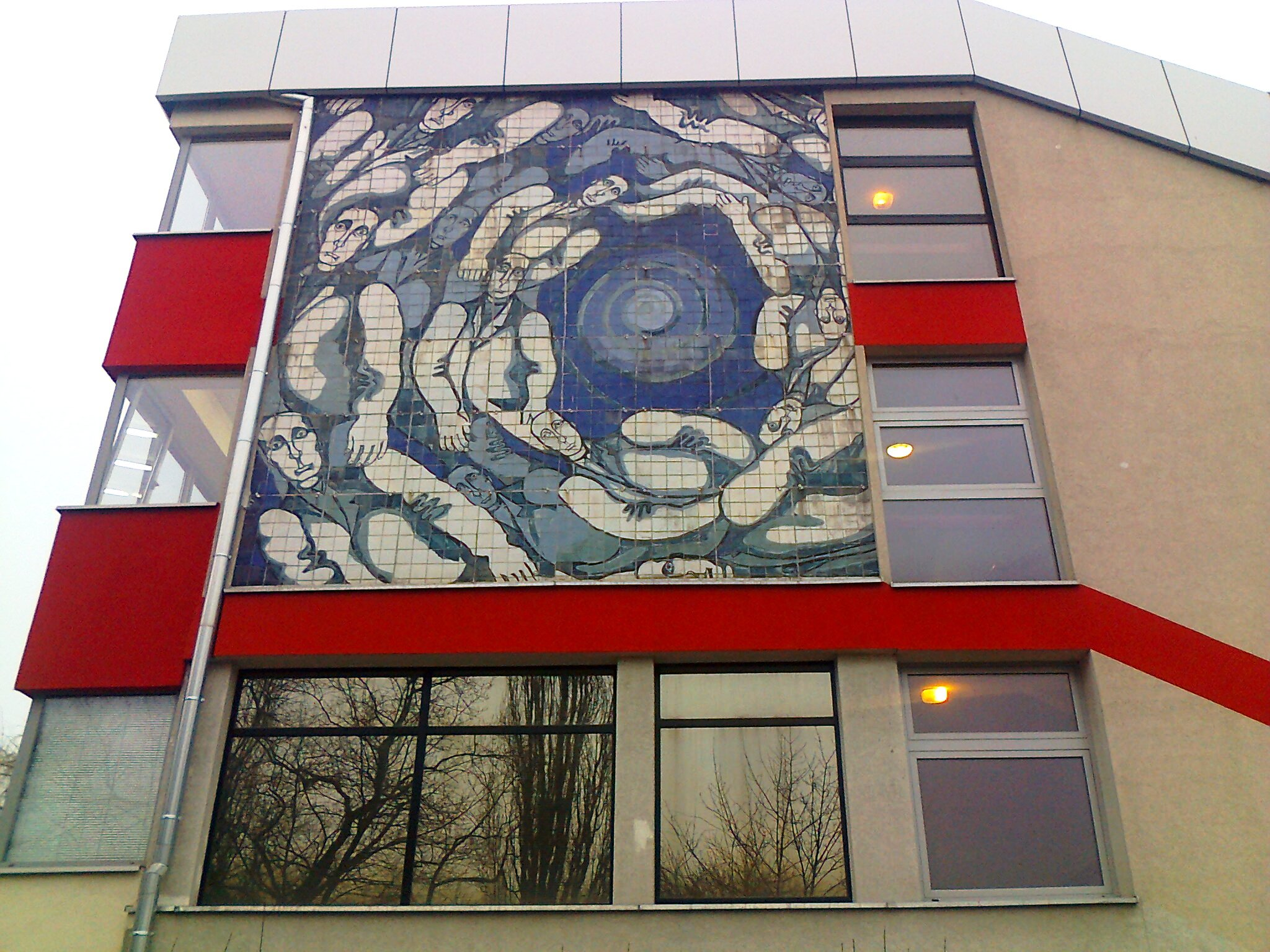
Anna Szpakowska-Kujawska, mozaika na fasadzie budynku Wydziału Matematyki i Informatyki Uniwersytetu Wrocławskiego, 1971.
Kompozycja przestrzenna (dynamiczna), projekt, projekt, dokumentacja z wystawy w Muzeum Architektury we Wrocławiu, fot. Michał Diament, 1970, kolekcja MWW